# Завадів (зупинний пункт)
Завадів — пасажирський залізничний зупинний пункт Львівської дирекції Львівської залізниці на одноколійній неелектрифікованій лінії Львів — Рава-Руська між станцією Брюховичі (6,5 км) та зупинним пунктом Зашків (3 км). Розташований в селі Завадів Львівського району Львівської області.

## Пасажирське сполучення
На зупинному пункті Завадів зупиняються приміські поїзди сполученням Львів — Рава-Руська.